# Hana Dariusová
Hana Dariusová (* 30. dubna 1973, Hořovice, Československo) je česká reprezentantka ve veslování. Účastnila se olympijských her 1992 ve španělské Barceloně, kde obsadila osmé místo, a též her v americké Atlantě v roce 1996, na nichž s partnerkou Sabinou Telenskou obsadila deváté místo. Dariusová je absolventkou pražské Střední průmyslové školy zeměměřické.